# Calibre 30 mm

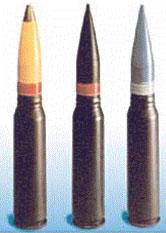
Obus de.

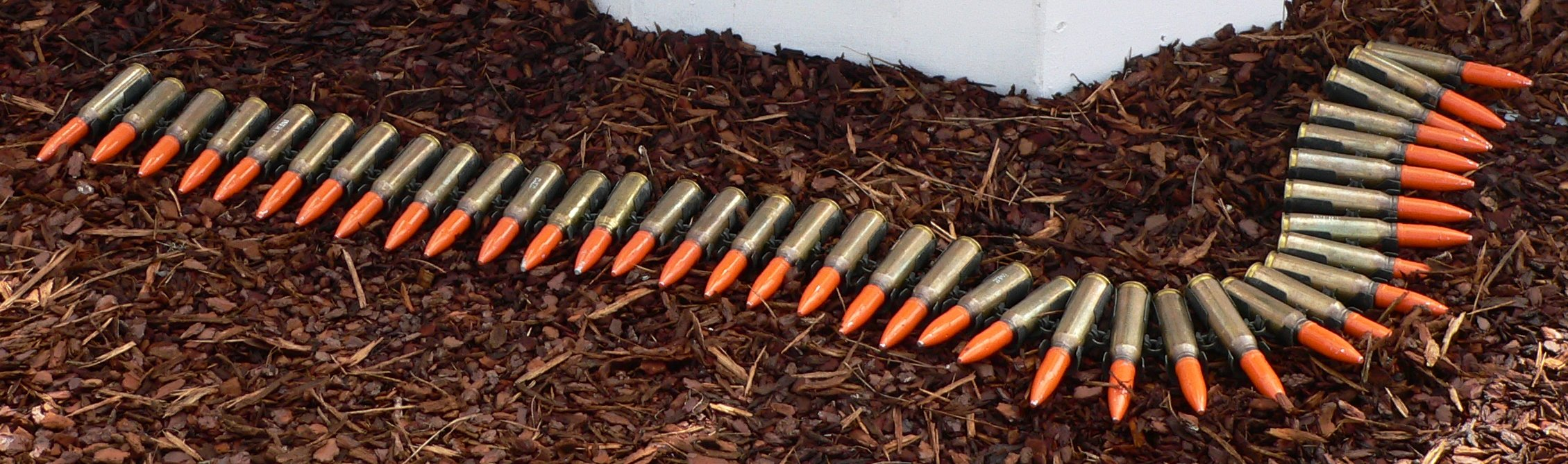
Obus de 30 mm produits par l'entreprise française Nexter.

Les obus de calibre 30 mm (calibre 1,181 1 pouce) sont habituellement tirés par des canons automatiques. Les plus connus et utilisés sont les obus 30 × 173 mm et 30 × 113 mm, standards de l'OTAN, et l'obus soviétique 30 × 165 mm.

## Utilisations

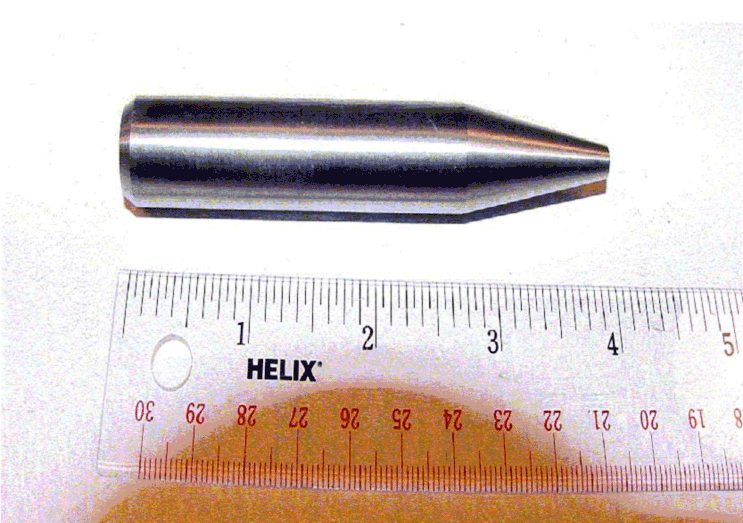
Pénétrateur en uranium appauvri d'un obus de 30 mm utilisé par le GAU-8 Avenger, le canon équipant l'avion A-10 Thunderbolt.

Comme le calibre 25 mm, le calibre 30 mm n'est pas un projectile antipersonnel. Il est plutôt un projectile antimatériel ou un obus destiné à percer les blindages. Les projectiles de ce calibre peuvent être efficaces contre les véhicules blindés et les casemates fortifiées.
Les Forces armées de la fédération de Russie utilisent des armes de calibre 30 mm à bord d'une grande variété d'aéronefs et de véhicules, dont l'avion d'attaque Soukhoï Su-25, les hélicoptères d'attaque Mil Mi-24 et Kamov Ka-50, et les véhicules d'infanterie BMP-2, BMP-3, et BTR-90. Les plus récents systèmes d'armes en service en Russie sont de calibre 30 mm.
Les Forces armées des États-Unis utilisent le calibre 30 mm à bord des aéronefs Fairchild A-10 Thunderbolt II et AH-64 Apache et des navires de la classe Zumwalt.
Les avions de combat, britanniques, français et suédois entre autres utilisent ce calibre depuis les années 1950, le canon DEFA 30 mm et le canon ADEN de 30 mm ayant remporté du succès à l'exportation.

## Types de munitions de30mm
La munition de 30 mm se décline en trois catégories : munition antiblindage, explosive, ou d'entrainement.
Des obus explosifs antiblindage possèdent habituellement des propriétés incendiaires. Les obus antimatériels ou antiblindages utilisent de l'uranium appauvri ou du tungstène pour perforer les blindages.

## Exemples d'armes utilisant des obus de30mm
30 × 91 mm

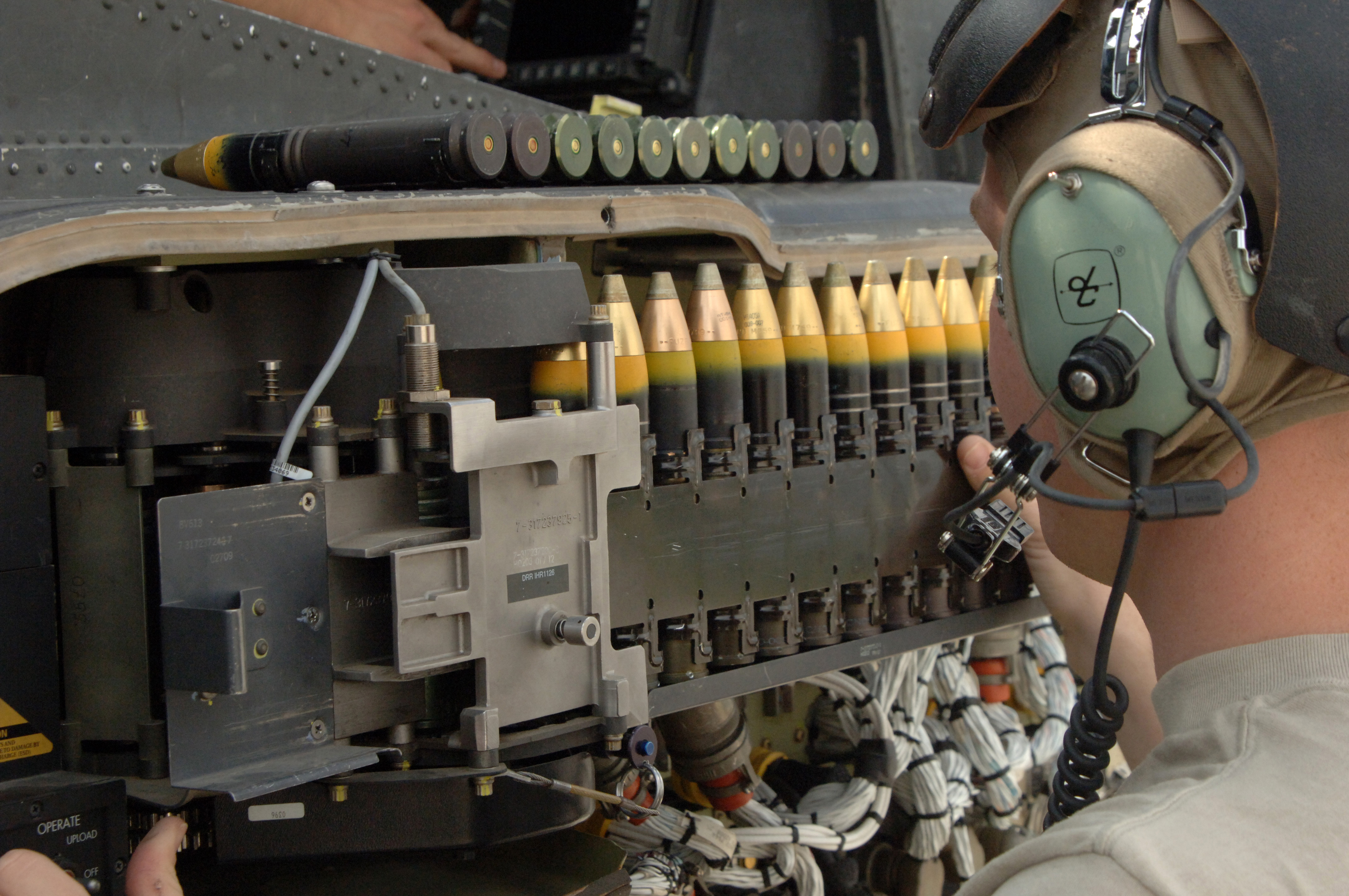
Obus de en train d'être chargés à bord d'un AH-64D Apache Longbow.

- Rheinmetall-Borsig MK 108 (Allemagne, aviation, Seconde Guerre mondiale)

30 × 113 mm
- Hughes canon M230 chain gun (États-Unis, 1975-)
- Royal Small Arms Factory ADEN canon revolver (Royaume-Uni, aviation, 1954-)
- Canon DEFA 30 mm canon revolver (France, 1954-)

30 × 150 mm
- GIAT 30 canon revolver (France)

30 × 165 mm
- Gryazev-Shipunov GSh-30-2 (en) (Russie, aviation)
- Gryazev-Shipunov GSh-30-1 (Russie, aviation)
- Gryazev-Shipunov GSh-6-30 canon rotatif
- Canon 2A42 IFV
- Canon 2A72 IFV
- Canon 2A38 AA

30 × 170 mm
- L21A1 RARDEN (en) canon haute vélocité (Royaume-Uni, véhicule, années 1970-)

30 × 173 mm
Selon Romarm, cette munition a une masse de 835 g (362 à 379 g pour l'obus seul, en fonction du type de munition) et une vitesse initiale de 1 100 m/s. Cette munition développe donc une énergie de +/- 220 000 à 230 000 joules.
- Oerlikon Contraves KCA (Suisse)

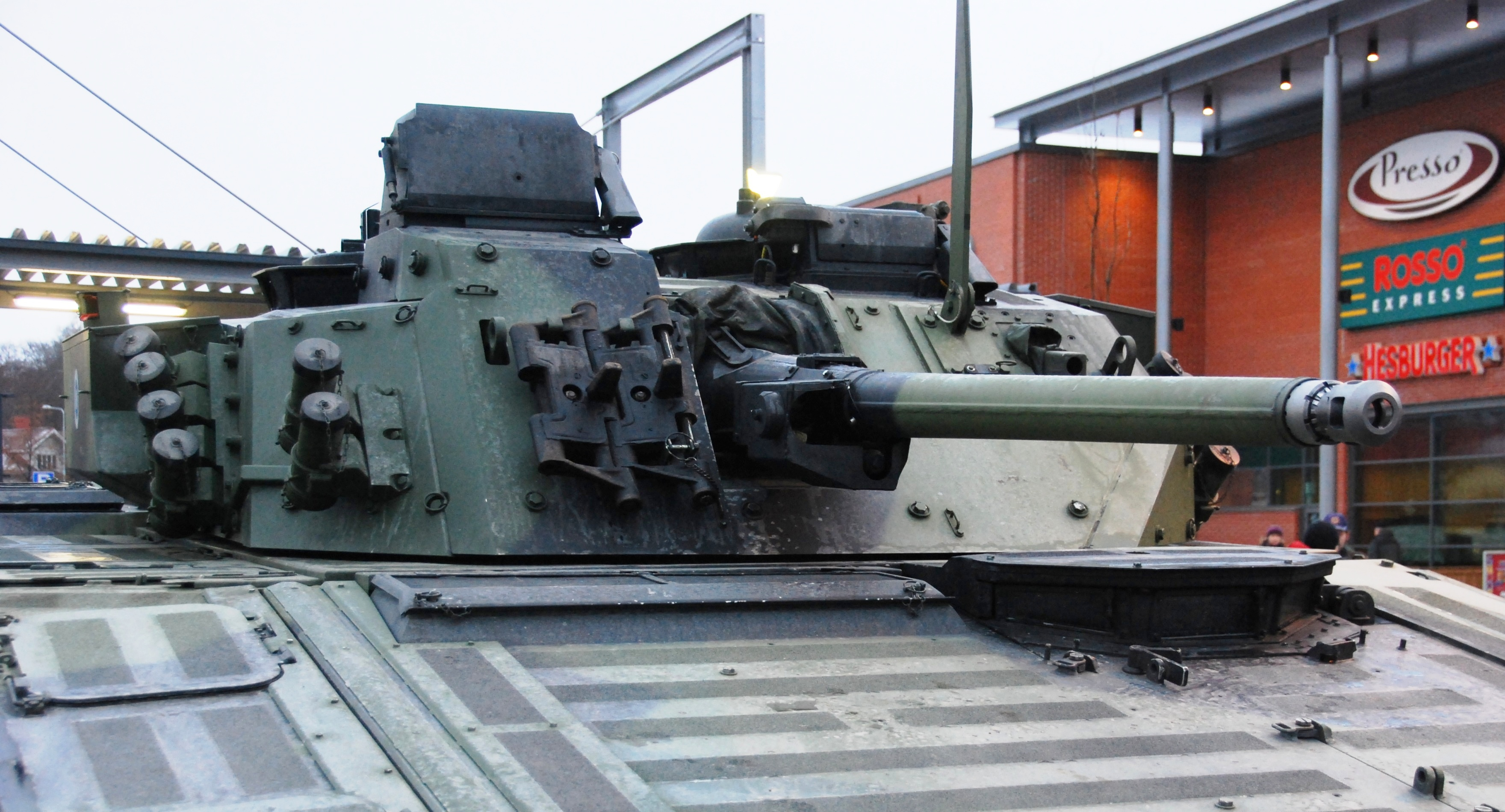
Canon Bushmaster II de calibre 30 mm d'un Combat Vehicle 90 finlandais.

- GAU-8 Avenger (États-Unis, aviation)
- Bushmaster II (États-Unis)
- Rheinmetall Mk30-2 (Allemagne, Véhicule de combat d'infanterie)
- Rheinmetall Mk30-1 (Allemagne)

30 × 250 mm sans étui
- Rheinmetall RMK30 (Allemagne)

Autres
- Oerlikon KCB (Suisse)
- GIAT M781 canon automatique (France)